# اکسید تالیوم (III)
اکسید تالیوم(III) (به انگلیسی: Thallium(III) oxide) با فرمول شیمیایی Tl۲O۳ یک ترکیب شیمیایی است. که جرم مولی آن 456.76 g/mol می‌باشد. شکل ظاهری این ترکیب، جامد بی‌رنگ است.